# Valdeolmillos
Valdeolmillos – gmina w Hiszpanii, w prowincji Palencia, w Kastylii i León, o powierzchni 20,59 km². W 2011 roku gmina liczyła 67 mieszkańców.